# Symbid
 (novembre 2014).
Symbid est une entreprise de financement participatif dont le siège se situe à Rotterdam (Pays-Bas). Elle fut créée en 2011 par Korstiaan Zandvliet, Robin Slakhorst et Maarten van der Sanden à la suite de la crise financière mondiale de 2008.
L'entreprise est reconnue comme Business angel, et est cotée sur le marché OTC Markets Group (sous le sigle SBID).

## Histoire
Symbid a été fondée en avril 2011 et est l'une des premières plateformes de financement participatif, en Europe,.
Au cours de l'année 2012, Symbid s'est imposé comme l'une des plateformes de l'industrie européenne du financement participatif opérationnelle,.
L'entreprise s'est impliquée dans la coordination de la législation néerlandaise sur le financement participatif. Entre 2011 et 2013, elle a grandi en recrutant des gestionnaires de campagnes pour aider les entrepreneurs dans leurs efforts de financement participatif. 
Le 6 décembre 2013, par l'intermédiaire de sa société mère Symbid Corp., elle a acquis une cotation publique aux États-Unis sur OTCQB Markets. En juillet 2014, Symbid est devenue l'une des premières plates-formes de financement participatif cotées en bourse dans le monde entier, et a ouvert des bureaux aux États-Unis,.